# Witim
Der Witim (russisch Вити́м) ist ein 1837 km (mit rechtem Quellfluss Witimkan 1978 km) langer, südlicher und orografisch rechter Nebenfluss der Lena in Sibirien (asiatischer Teil Russlands).

## Verlauf und Einzugsgebiet
Der Witim entsteht knapp 200 km Luftlinie östlich des Baikalsees in den östlichen Ausläufern des Ikatgebirges (Ikatski chrebet) unweit der Siedlung Warwarinski aus den Quellflüssen Witimkan von rechts und Tschina von links. Der längere Quellfluss Witimkan entspringt etwa 100 km südwestlich dieser Stelle, im Südteil des dort um 2500 m hohen Ikatgebirges in etwa 2100 m Höhe. Von seinem Ursprung schlängelt sich der Witim zunächst in südlicher, dann in östlicher bis nordöstlicher Richtung entlang dem Südostrand des Witimplateaus und verläuft nordwestlich des Jablonowygebirges. Später wendet er sich nordwärts, durchbricht die Gebirgsketten des Stanowoihochlands und erreicht die Siedlung Witim. Dort mündet er mit mehreren Armen in die Lena.
Das Einzugsgebiet des Witim, der nur in seinem Unterlauf ab der Stadt Bodaibo schiffbar ist, umfasst 225.000 km².